# Брандштеттер, Йозеф
Йозеф «Зепп» Брандштеттер (нем. Josef Brandstetter: 7 ноября 1891, Вена — 25 марта 1945, Вена) — австрийский футболист, игравший на позиции полузащитника.
Выступал за клуб «Рапид» (Вена), а также национальную сборную Австрии. Восьмикратный чемпион Австрии и двукратный обладатель Кубка Австрии.

## Клубная карьера
Во взрослом футболе дебютировал в 1911 году выступлениями за клуб «Рапид» (Вена), цвета которого и защищал на протяжении всей своей карьеры, которая продолжалась шестнадцать лет. В течение многих лет был капитаном команды. Восемь раз завоевывал титул чемпиона Австрии, дважды становился обладателем Кубка Австрии.
Умер 25 марта 1945 года на 54-м году жизни.

## Выступления за сборную
В 1912 году дебютировал в официальных матчах в составе национальной сборной Австрии. Дебют состоялся в матче первого раунда футбольного турнира Олимпийских игр 1912 года, в котором Австрия со счетом 5: 1 переиграла сборную Германии. В следующем раунде команда уступила сборной Нидерландов — 1: 3. Ещё три матча австрийская сборная с Брандштеттером в составе сыграла в утешительном турнире, где победила Норвегию (1: 0) и Италию (5: 1), а также уступила Венгрии (0: 3).
В течение карьеры в национальной команде, которая длилась 13 лет, провел в форме главной команды страны 42 матча, забив 2 гола. В 19 матчах выводил команду на поле в роли капитана команды.

## Титулы и достижения
- Чемпион Австрии (8):

«Рапид» (Вена) : 1911/12, 1912/13, 1915/16, 1916/17, 1918/19, 1919/1920, 1920/21, 1922/23
- Обладатель Кубка Австрии (2):

«Рапид» (Вена) : 1918/19, 1919/20